# Carl Tisell
Carl Carlsson Tisell, född 1726, död 7 december 1798 i Tjällmo församling, Östergötlands län, var en svensk brukspatron.

## Biografi
Carl Tisell var brukspatron på Hättorps bruk i Tjällmo socken. Stångjärnshammaren anlades av Tisell. Han fick den 10 februari 1743 privilegium att smida 300 skeppund per år. På 1750-talet bestod bruket av en hammare och två härdar. Den 7 mars 1799 fick bruket ytterligare ett privilegium.

### Familj
Tisell gifte sig första gången 29 december 1752 på Nordsjö i Kristbergs församling med Johanna Christina Bergenstråhle, som var dotter till brukspatronen Nils Bergenstråhle och Maria Elisabet De Geer. Tisell gifte sig andra gången 5 juli 1761 på Svärtinge i Östra Eneby församling med Christina Beata Pfeiff (1736–1795). Hon var dotter till majoren Daniel Pfeiff och Anna Beata Lilliemarck.